# Plaza San Fernando
Plaza San Fernando es un centro comercial del tipo Fashion Mall ubicado al noreste de la Zona metropolitana de Colima-Villa de Álvarez en la ciudad capital de Colima, Colima, México, propiedad de la empresa inmobiliaria mexicana SIBRA Arrendadora. La obra inició sus operaciones a mediados del año de 1982. El 26 de noviembre de 2013, la obra fue reinaugurada tras dos años de proceso de renovación y ampliación del complejo comercial, cuya ceremonia de reinauguración fue encabezada por el entonces Gobernador del Estado de Colima, Mario Anguiano Moreno, en conjunto con el gerente y representante del centro comercial Plaza San Fernando, Guillermo Brun Solórzano.

## Historia
Plaza San Fernando surgió a principios del año 1982 cuando la obra inició la construcción del centro comercial en un predio ubicado al noreste de la Zona metropolitana de Colima-Villa de Álvarez al noreste del municipio de Colima, Colima, México, en un predio ubicado en la Avenida Constituciónen la colonia Lomas de Circunvalación, La obra inició sus operaciones a mediados del año 1982, el cual Plaza San Fernando inicialmente estaba conformada por un total de 52 locales comerciales y 223 espacios de estacionamiento bajo un área rentable de 12,911 m2 de manera inicial, en el que a partir de allí, el complejo comercial inició su proceso de aperturas de tiendas y restaurantes (entre ellos la apertura de la tienda autoservicio Súper Ley de la cadena mexicana de autoservicios de origen sinaloense Casa Ley), pasando por dos etapas de modernización y renovación de instalaciones, las cuales fueron realizadas durante los años de 1988 y 1993 respectivamente.
El 5 de enero de 2012, Plaza San Fernando inició su tercer proceso de modernización, renovación total y ampliación de las instalaciones del centro comercial, así como de la integración al complejo comercial, y la consiguiente modernización y ampliación total de la tienda departamental La Marina de la empresa colimense Grupo Bodesa, esto bajo la supervisión del Ayuntamiento de Colima, por lo que el centro comercial Plaza San Fernando incrementó su área rentable pasando de 12,911 m2 a 24,420 m2, cuyo crecimiento provocó un incrementó de 52 a 103 locales comerciales así como de 223 a 672 espacios de estacionamiento, generando así un total de 426 empleos directos y 263 empleos indirectos durante su etapa de reconstrucción, remodelación y ampliación. 
Durante el proceso de remodelación y ampliación del complejo comercial, el 25 de enero de 2013, inicia operaciones el Centro Municipal de Servicios del Ayuntamiento Municipal de Colima, cuya inauguración fue encabezada por el entonces presidente municipal de Colima, Federico Rangel Lozano en conjunto con su esposa y presidenta del DIF Municipal Colima, Leticia Contreras de Rangel, el cual se especializa en pagos de servicios y derechos como impuestos del predial, multas viales, municipales y federales, derechos de licencia de establecimiento, derechos de limpieza de panteón, convenios de pago en parcialidades y derechos corcenientes al Ayuntamiento de Colima, entre otros. El 15 de abril de 2013, termina operaciones y se cerró la tienda de autoservicio Súper Ley de la cadena mexicana de autoservicios de origen sinaloense Casa Ley.
El 26 de noviembre de 2013, Plaza San Fernando fue reinaugurada de manera oficial con los cortes de listón inaugural tanto del centro comercial como de la tienda departamental La Marina y del complejo de salas de cine de la cadena mexicana Cinépolis,  cuya ceremonia de reinauguración fue encabezada por el entonces Gobernador del Estado de Colima,  Mario Anguiano Moreno, en conjunto con los empresarios colimenses y propietarios del centro comercial Plaza San Fernando, Guillermo y Emilio Brun Solórzano; el presidente municipal de Colima, Federico Rangel Lozano; el secretario de Fomento Económico, Rafael Gutiérrez Villalobos y el director general de RadioLevy, Roberto F. Levy, quienes realizaron el recorrido del centro comercial donde se llevaron a cabo los cortes de listón inaugural tanto de la tienda departamental La Marina como del complejo de salas de cine de la cadena mexicana Cinépolis, el cual se generaron un total de 492 empleos durante la apertura del complejo comercial, más 60 empleos generados en la tienda departamental La Marina y 50 empleos directos y 200 empleos indirectos en el complejo de Cinépolis.
El 12 de febrero de 2014, se llevó a cabo la reapertura de Centro Municipal de Servicios del Ayuntamiento Municipal de Colima dentro de las instalaciones de Plaza San Fernando tras su remodelación, cuyo corte de listón fue encabezado por el entonces presidente municipal de Colima, Federico Rangel Lozano en conjunto con el director general del centro comercial Plaza San Fernando, Guillermo Brun Solórzano.
El 18 de noviembre de 2022, Plaza San Fernando pasa por una reestructuración con el inicio de operaciones de las Oficinas de Enlace de Registro Civil dentro de las instalaciones del centro comercial, el cual estuvo encabezado por la entonces presidenta municipal de Colima , Margarita Moreno González, en conjunto con el empresario colimense y presidente del Consejo de Administración del centro comercial Plaza San Fernando, Guillermo Bruno Solórzano, esto con el objetivo de agilizar y facilitar los procesos de trámites de actas de matrimonios así como de los registros de parejas y registros de hijos e hijas, el cual se contó con una inversión total de 650 mil pesos para la construcción y adecuación del local realizada por el complejo comercial Plaza San Fernando, esto en beneficio a la población residente de la Zona metropolitana de Colima-Villa de Álvarez.
Posteriormente, el 28 de enero de 2023, Plaza San Fernando inauguró la sala de eventos y espectáculos denominado Mi Momento San Fer en el local 265, cuyo corte de listón inaugural fue encabezado por el empresario colimense, Guillermo Brun Solórzano en conjunto con su esposa Beatriz Virues,esto con la finalidad de llevar a cabo eventos sociales como ceremonias de trámite administrativo como boda al civil o registro de hijas e hijos, entre otros.
El 7 de noviembre de 2023, entra en operaciones la Terraza San Fernando dentro de las instalaciones del centro comercial, el cual consta de un espacio gastronómica, bajo una superficie de 500 metros cuadrados compuesto inicialmente por un total de ocho restaurantes (entre ellos los restaurantes Carl's Jr., Black Coffee Gallery, Tomate Pizzería, Coordenada 9 y La Finca del Barrio), cuyo corte de listón inaugural fue encabezado por el empresario colimense y presidente del consejo de Administración de Plaza San Fernando, Guillermo Brun Solórzano, el cual dicho proyecto gastronómico generó un total de 92 empleos.
El 10 de diciembre de 2023, se llevó a cabo el evento deportivo Carrera La Marina 2023 en las afueras de la tienda departamental La Marina Plaza San Fernando, cuya carrera con causa fue certificada por la Asociación Mexicana de Atletismo, el cual se contó con la participación del Rector de la Universidad de Colima, Christian Jorge Torres Ortiz Zermeño en la categoría 5 kilómetros, cuya recaudación fue donado a la casa del Adulto Mayor La Armonía.
El 22 de mayo de 2024, se llevó a cabo la vigesimosexta edición de la Feria de Libro Altexto organizada por la Universidad de Colima dentro de las instalaciones del centro comercial Plaza San Fernando, cuyo corte de listón inaugural fue encabezado por la entonces Gobernadora del Estado de Colima, Indira Vizcaíno Silva en conjunto con el Rector de la Universidad de Colima, Christian Jorge Torres Ortiz y el presidente del Consejo de Administración de Plaza San Fernando, Guillermo Brun Solórzano, el cual se llevaron a cabo 145 eventos, 29 de los cuales dentro del complejo comercial Plaza San Fernando, mediante actividades como presentación de libros, conferencias, talleres, salas de lectura, conversatorios, cuentos artísticos, exhibición y venta de libros, funciones de cine, concursos y actividades infantiles, el cual se contó con la participación de 84 editoriales comerciales y 32 editoriales universitarias, cuyo evento universitario duró hasta el 31 de mayo del mismo año.
El 8 de diciembre de 2024, se llevó a cabo la Carrera La Marina 2024, Juntos Hasta la Meta en las instalaciones de la tienda departamental La Marina Plaza San Fernando, el cual se contó con la participación de 1200 corredores incluyendo personas con  discapacidad, los cuales participaron en las categorías de 3k, 5k y 10k, cuyo evento deportivo con causa tuvo como objetivo el fomento del deporte, la recreación y competencia sana así como fortalecer la integración familiar y comunitaria a través del deporte.

## Características
Plaza San Fernando consta de un centro comercial estilo Fashion mall  estructurado a una sola planta, el cual abarca una superficie total de 24,420 m2 de área rentable y un total de 789 espacios de estacionamiento.
Empresarial y comercialmente, el complejo comercial se compone por un total de 103 espacios comerciales, de los cuales dos de ellos son de tiendas ancla conformadas por una tienda departamental La Marina de la empresa colimense Grupo Bodesa y complejo de salas de cine de la cadena mexicana Cinépolis. En tanto, sus 101 espacios comerciales restantes la conforman tiendas y boutiques en las divisiones de ropa, calzado, accesorios, mascotas, artículos para el hogar, telefonía móvil, cuidado personal, maquillaje, artículos deportivos, joyería y perfumería, entre otros giros de talla local, estatal, regional, nacional e internacional, así como restaurantes, puestos de comida, centros de diversión infantil y servicios varios como oficina de enlace de Registro Civil, Centro Municipal de Servicios del Ayuntamiento de Colima, sucursal bancaria y cajeros automáticos, entre otros, así como un espacio gastronómico denominado Terraza San Fernando a través de nueve restaurantes, cuyo espacio de 500 metros cuadrados fue inaugurado el 7 de noviembre de 2023, el cual fue encabezado por el presidente del consejo de Administración de Plaza San Fernando, Guillermo Brun Solórzano.
Administrativamente, Plaza San Fernando es propiedad de la empresa inmobiliaria mexicana SIBRA Arrendadora, bajo la administración del empresario colimense y presidente del Consejo de Administración de Plaza San Fernando, Guillermo Brun Solórzano.